# Blood-C
Blood-C ist eine Manga-Serie und Anime-Fernsehserie aus dem Jahr 2011. Beide Werke sind lose mit Blood – The Last Vampire von 2000 und Blood+ von 2005/6 verbunden und in die Genres Horror, Mystery, Drama und Action einzuordnen. Das Konzept beider Werke stammt von der Künstlergruppe Clamp.

## Inhalt
Das freundliche und tollpatschige Mädchen Saya Kisaragi (更衣 小夜) lebt mit ihrem Vater im Schrein eines kleinen Ortes. Sie wurde auch in der Schwertkampfkunst geschult, die sie bald nachts gegen Geisterwesen einsetzen muss, die den Ort angreifen. So soll sie ihre Familie und Freunde, allen voran ihren guten Freund Fumito Nanahara (七原 文人) beschützen. Doch stellt sich dies bald als Test heraus, um ihr gutes Herz und ihren Mut auf die Probe zu stellen.

## Manga
Die von Ranmaru Kotone und Clamp geschaffene Serie erschien von Ausgabe 7/2011 (26. Mai 2011) bis 10/2012 (25. August 2012) im Magazin Monthly Shōnen Ace. Der Verlag Kadokawa Shoten veröffentlicht die Kapitel auch in vier Sammelbänden.
Eine englische Übersetzung des Werks erscheint bei Dark Horse Comics, Norma Editorial bringt eine spanische heraus. Eine deutsche Fassung wurde von April bis Oktober 2013 von Kazé Deutschland herausgegeben.
Daneben erschien in der Newtype Ace von Ausgabe 1/2011 (10. September 2011) bis 9/2012 (10. Mai 2012) der Manga Blood-C: Izayoi Kitan (BLOOD-C 十六夜鬼譚) von Ryō Hazuki. Die Kapitel wurden in zwei Sammelbänden zusammengefasst und erschienen bei Kazé 2013 und 2014 auch auf Deutsch.

## Romane
Jun’ichi Fujisaku adaptierte das Werk in zwei Romanen die bei Kadokawas Horrorroman-Imprint Kadokawa Horror Bunko erschienen: Blood-C (ISBN 978-4-04-394477-4) am 4. Oktober 2011 zur Fernsehserie und Blood-C: The Last Dark (ISBN 978-4-04-100300-8) am 2. Juni 2012 zum Kinofilm.

## Fernsehserie
Parallel zur Entstehung des Mangas wurde 2011 bei Production I.G eine Animeserie mit zwölf Folgen produziert. Dabei führte Tsutomu Mizushima Regie und die künstlerische Leitung lag bei Hiromasa Ogura. Die Drehbücher der Folgen schrieben Jun’ichi Fujisaku und Nanase Ōkawa.
Die Erstausstrahlung erfolgte vom 8. Juli bis 30. September 2011 kurz nach Mitternacht (und damit am vorigen Fernsehtag) auf MBS, ab 9. Juli zudem auf TBS und ab 13. Juli auf CBC. Englische Übersetzungen erschienen in Australien, Neuseeland und dem Vereinigten Königreich und wurden von Niconico per Streaming angeboten. Auch eine spanische und eine chinesische Fassung wurden veröffentlicht. Auf Deutsch erschien die Serie von August 2012 bis Februar 2013 bei Animaze auf Blu-ray und DVD.

### Synchronisation
| Rolle               | Japanische Stimme | Deutsche Stimme  |
| ------------------- | ----------------- | ---------------- |
| Fumito Nanahara     | Kenji Nojima      | Jan Kurbjuweit   |
| Saya Kisaragi       | Nana Mizuki       | Lisa Braun       |
| Shinichirō Tokizane | Tatsuhisa Suzuki  | Andi Krösing     |
| Nene und Nono Motoe | Misato Fukuen     | Angelina Geisler |
| Kanako Tsutsutori   | Miho Miyagawa     | Carmen Katt      |
| Yūka Amino          | Masumi Asano      | Claudia Gáldy    |
| Tadayoshi Kisaragi  | Keiji Fujiwara    | Felix Würgler    |
| Itsuki Tomofusa     | Atsushi Abe       | Klemens Fuhrmann |

### Musik
Die Musik der Serie wurde komponiert von Naoki Satō. Für den Vorspann verwendete man das Lied Spiral von DUSTZ. Der Abspann wurde mit Junketsu Paradox von Nana Mizuki unterlegt.

## Kinofilm
Am 21. Mai 2012 kam in Japan der Kinofilm Blood-C: The Last Dark zu Manga und Anime heraus. Unter der Regie von Naoyoshi Shiotani entstand der Film, wie die Fernsehserie, bei Production I.G. In Deutschland erschien er im Oktober 2013 bei MAD Dimension auf Blu-ray und DVD.

## Theater
Vom 2. Juli bis 5. Juli 2015 wurde in Japan die Theater-Show Blood C - The Last Mind aufgeführt. Bei der Theater-Adaption spielte Miyahara Hana-on den Hauptcharakter Saya Kisaragi. Die Regie führte Tsutomu Mizushima.